# クラウディア・ゴールディン
- クローディア・ゴールディン

クラウディア・デイル・ゴールディン（Claudia Dale Goldin、1946年5月14日 - ）は、アメリカ合衆国の経済学者、経済史研究者、労働経済学者。ハーバード大学の教授と全米経済研究所の職員を務めている。経済史と労働経済学の研究を専門としていて、経済的不平等や男女の賃金差の問題を研究してきた。 2023年には「労働市場における女性の成果に関する功績」によりノーベル経済学賞を受賞した。

## 経歴
ニューヨークでユダヤ人家庭に生まれた。コーネル大学で修士号を、1972年にはシカゴ大学で経済学の博士号を取得している。2013年から2014年にかけてはアメリカ経済学会の会長を務めた。ゴールディンはローレンス・カッツと結婚しており、共同研究も行っている。

## 研究成果
彼女の研究は、数世紀にわたるアメリカ人女性の収入と労働市場への参加率と変化の原因から、現在も残る男女格差の主な原因を明らかにした。そして、「現代の男女の収入差(男女の賃金格差)」の原因は、女性が子供を持ったか否かと、「貪欲な仕事(greedy work)」の存在、男女による「貪欲な仕事」への従事率差があるからだと明らかにした。彼女は、賃金格差は「男女間」自体ではなく、同学歴・同企業の同職に就いている「女性間」で育児の有無で賃金差が大きくなるからであることを突き止めた。そのため、男女間の賃金格差を減らすためには、既婚女性に対して、「柔軟性がある正社員職」を増加させること・リモートワーク可能職が普及することが重要と指摘している。ゴールディンはアメリカにおける男女間賃金格差の約3分の2が職業内にあり、3分の1が職業間であることを示した。つまり、データによると、男女間の賃金格差は、同業間で「女性であるために賃金が低い」というよりも、同じ職業内で「子供のために仕事から離れている」という子供の有無の原因が2倍大きいことを証明した。主に男性が就いている「貪欲な仕事」とは、高賃金であるものの、配偶者・子供・友人など人生の他の全てよりも、担当労働者へ仕事への取組の優先を要求される仕事である。ゴールディン教授による「柔軟性」が賃金差に影響しているとの分析を支える証拠として、技術や科学系といった比較的「柔軟性」がある仕事では、同職種内での男女間格差が小さい。それに対し、事務系や医療系などのような「短時間働くよりも長時間続けて働いた方が時間あたりの生産性が高くなる」「時間のプレッシャーがある・人との連絡の必要性がある・人間関係の構築の必要性がある・意思決定権が無い」仕事、つまり既婚女性が昇進競争でライバルに勝つには不利な仕事では、同職種内の男女間賃金格差が大きいことからも示されている。彼女は、「夫婦の公平性」を目指す場合は、「柔軟性のコストを下げること(トレードオフを安くすること)」という手法をあげている。つまり、オンコール勤務や週末出勤が要求されるgreedy workに夫がつかないこと、柔軟性のあるフレキシブルな職業で生産性を高めることを目指し、その分収入が下がることを夫婦で妥協することをあげている。そして、単に「男女間の賃金格差解消」、性別による経済的成果の均等化をしたいだけなら、カップル間で性差が無い同性カップルを例に、「夫が妻より稼ぐのが普通」という社会規範を変え、夫婦の半数がトレードオフを男女で入れ替えるだけで良い、つまり柔軟性はあるが給与は下がる仕事を夫が、greedy workで稼ぐ役割を妻がすれば、公平の達成は無理だが男女間の賃金格差解消自体はすると述べている。

2023年10月9日にノーベル経済学賞受賞をうけ、マサチューセッツ州のハーバード大学で開いた記者会見では、日本における女性の労働参加率について「10〜15年前は本当に低かったが、今や米国より高い」「驚くべきことをやってのけた」と評価した上で、労働時間や育休取得率などでは男女格差の改革余地があるとの認識を示した。ゴールディンはAP通信に、アメリカ在住の女性の労働参加率が世界で最高だった1990年代からの逆転し、フランス、カナダ、日本よりも低いことに遺憾の意を表明した。労働環境については、男性に比べて女性はパートなど短時間労働が多く、「女性を労働力として働かせるだけでは解決にならない」と言及し、世界一手厚い育児休暇制度がある日本で「職場に影響を与える可能性がある」との理由で取得しない人(2022年度の男性の育休取得率17.13％、女性の取得率80.2％)が多いと指摘し、「(日本の少子化は)家庭だけの問題ではない。職場が急速な社会の変化に追いつけていない」と述べた。国連児童基金（UNICEF）の2021年度の報告書では、日本の「父親向け育児休業制度」は先進国を中心とした41カ国のうち1位だった。収入保障が手厚いと評価される日本の育児休業制度であるが、2021年度の13.97%と国際的に男性の取得率が低い背景について、彼女は「職場での影響があるからだ」との見方を示した。
2021年10月に出版した書籍『Career and Family: Women's Century-Long Journey Toward Equity』（『なぜ男女の賃金に格差があるのか：女性の生き方の経済学』）において、約100年間の「アメリカ合衆国の女性」を5つの世代に分け、性別賃金格差の原因を追跡した。彼女は、第一次産業(農林水産業)、第二次産業(製造業)、第三次産業(サービス業)への未婚と既婚女性の従事者割合から、彼女の研究発表以前に想定されていたよりも第一次産業全盛期時代の既婚女性における労働参加率の割合がずっと多かったことを発見した。国家の主産業が第一次産業から第二次産業へ移行するほどは「職場(工場)と家が離れていることで両立不可能」なためにU字カーブのように「既婚女性における労働参加率」は減少していき、1910年に1790年代以降歴代最低の10％前後となった。ここからU字に右肩上がりに第3次産業職の増加で既婚女性における労働参加率は増加し、経口避妊薬・ITやリモートワークが普及するほど女性労働者が増えたと明かし、「経済成長するほど女性労働者は増える論」「女性は昔なほど既婚労働者が少なかったが、(第二次)フェミニズムのおかげで増加した」という主張をデータから否定した。彼女は、フェミニストベティ・フリーダンら第二次フェミニズムの過大評価を批判し、1960年代から1970年代のアメリカ人女性の教育やキャリアにおける選択は、1960-1970年代の第二次フェミニズムという「騒がしい革命」の影響ではなく、経口避妊薬の普及・二次産業から三次産業に主要な産業分野の移行という「静かな革命」の影響を受けたからだとデータから述べている。彼女は二次産業から三次産業に主要な産業分野が移り変わった以降における「同水準教育を受けた男女の賃金格差」の原因について、主流である「女性差別理由論」を否定し、アメリカ合衆国では家電製品普及や既婚女性就業差別(Marriage bar)廃止以降の1980年から「同水準教育を受けた男女の賃金格差に影響する女性差別」は既にほぼ解消されているとの立場を取っている。今日の「同水準教育を受けた男女の賃金格差」の原因は、性別理由で賃金が低い人の存在は認めるものの女性全体の極一部と指摘し、「女性差別」を原因にしようとする風潮を批判した。そして、本当に「同水準教育を受けた男女における賃金格差」発生の原因として、「欲深い仕事」（greedy work、「容赦のない密度で不規則な日程に対応しながら長時間労働を要求し、その見返りとして高い報酬を支払う仕事」の意）への従事割合の差にあると指摘した。欧米でも、「greedy work」従事者には主に男性と未婚女性だけが残り、既婚女性は子どもを産むと子どもに急用が生じた時にいつでも職場を離れられる柔軟な仕事へ「分業」となるために、同レベルにおける「男性」と「(既婚)女性」の賃金格差が広がっていると解説した。つまり、育児中の既婚女性労働者が移行している「仕事」の多くは、基本的に労働時間や労働内容が調整自由なモノであることを対価に、給与は出産以前よりも削減される仕事である。これによって、女性全体の多数派を占める「既婚女性」が、柔軟性はあるが給与は下がる仕事へ大多数移行となることで、同年齢同教育レベルの男性・未婚女性よりも報酬(収入)が減ることが、「女性」全体と「男性」全体で賃金格差が発生する原因と述べている。

## 著書
- Urban Slavery in the American South, 1820 to 1860: A Quantitative History. (University of Chicago Press, Chicago 1976).
- Understanding the Gender Gap: An Economic History of American Women. (Oxford University Press, New York 1990).
- （Hugh Rockoff:と共著） Strategic Factors in Nineteenth Century American Economic History. (University of Chicago Press, Chicago 1992).
- （Gary Libecapと共著）: The Regulated Economy: A Historical Approach to Political Economy. (University of Chicago Press, Chicago 1994).
- （Michael Bordo、Eugene Whiteと共著）: The Defining Moment: The Great Depression and the American Economy in the Twentieth Century. (University of Chicago Press, Chicago 1998).
- （Edward L. Glaeserと共著）: Corruption and Reform: Lessons from America’s History. (University of Chicago Press, Chicago 2006).
- （Lawrence F. Katzと共著）: The Race between Education and Technology. (Belknap, Cambridge 2010).
- Career and family, (University Press, Princeton 2021).

鹿田昌美訳『なぜ男女の賃金に格差があるのか』（慶應義塾大学出版会, 2023年）

## 主な受賞歴
- 2018年 BBVA Foundation Frontiers of Knowledge Award（経済財務管理）
- 2020年 クラリベイト引用栄誉賞（経済学）
- 2020年 アーウィン・プレイン・ネンマーズ経済学賞
- 2023年 ノーベル経済学賞